# Amla
Amla é uma cidade e um município no distrito de Betul , no estado indiano de Madhya Pradesh.

## Geografia
Amla está localizada a 21° 31′ N, 76° 39′ L. Tem uma altitude média de 313 metros (1026 pés).

## Demografia
Segundo o censo de 2001, Amla tinha uma população de 29 553 habitantes. Os indivíduos do sexo masculino constituem 52% da população e os do sexo feminino 48%. Amla tem uma taxa de literacia de 77%, superior à média nacional de 59,5%; com 56% para o sexo masculino e 44% para o sexo feminino. 12% da população está abaixo dos 6 anos de idade.